# Marta (piłkarka)
Marta, właśc. Marta Vieira da Silva (ur. 19 lutego 1986 w Dois Riachos w stanie Alagoas) – brazylijska piłkarka.
Jest piłkarką reprezentacji Brazylii, z którą zdobyła srebrny medal na Letnich Igrzyskach Olimpijskich w Atenach w 2004 r. i w Pekinie w 2008 r.
W latach 2006, 2007, 2008, 2009, 2010 i 2018 roku została uznana przez Międzynarodowy Związek Piłkarski FIFA za najlepszą piłkarkę roku.
W czasie trzech pierwszych sezonów dla klubu Umeå strzeliła 63 bramki. Wystąpiła nawet w szwedzkiej telewizji w dokumencie pt. Marta-Pelés kusin (Marta, kuzynka Pelego). W 2007 roku Marta razem z koleżankami z reprezentacji pokonały drużynę USA, wygrywając tym samym słynne Pan American Games. Mecz odbył się na stadionie Maracanã, a oglądało go 68 tys. ludzi. W 2007 roku wraz z reprezentacją zdobyła srebrny medal na Mistrzostwach Świata ulegając w finale Niemkom. Również w 2007 odcisk jej buta został umieszczony w Alei Gwiazd na Maracanie. Marta jest pierwszą futbolistką która została uhonorowana tym wyróżnieniem. Od 2017 występuje w Orlando Pride.

## Osiągnięcia

### Klubowe
Umeå IK
- Mistrzostwo Szwecji: 2005, 2006, 2007, 2008
- Puchar Szwecji: 2007
- Liga Mistrzyń: 2003/04
- Finał Ligi Mistrzyń: 2006/07, 2007/08

Santos
- Copa Libertadores: 2009
- Puchar Brazylii: 2009

FC Gold Pride
- Mistrzostwo Stanów Zjednoczonych: 2010

Western New York Flash
- Mistrzostwo Stanów Zjednoczonych: 2011

Tyresö FF
- Mistrzostwo Szwecji: 2012
- Finał Ligi Mistrzyń: 2013/14

FC Rosengård
- Mistrzostwo Szwecji: 2014, 2015

### Reprezentacyjne
- Wicemistrzostwo świata: 2007
- Copa América: 2003, 2010, 2018
- Wicemistrzostwo olimpijskie: 2004, 2008
- Igrzyska panamerykańskie: 2003, 2007

### Indywidualne
- Piłkarka Roku FIFA: 2006, 2007, 2008, 2009, 2010, 2018
- 2. miejsce w plebiscycie Piłkarka Roku FIFA: 2005, 2011, 2012, 2014, 2016
- 3. miejsce w plebiscycie Piłkarka Roku FIFA: 2004, 2013
- Drużyna roku FIFPro: 2016, 2017, 2019
- Złota Piłka Copa Libertadores: 2009
- Królowa strzelców ligi szwedzkiej: 2004, 2005, 2008
- Najlepsza napastniczka ligi szwedzkiej: 2007, 2008
- Złota Piłka Mistrzostw świata U-20: 2004
- Złota Piłka Mistrzostw świata: 2007
- Złoty But Mistrzostw świata: 2007
- MVP ligi amerykańskiej: 2009, 2010
- Złoty But ligi amerykańskiej: 2009, 2010, 2011
- Królowa strzelców Copa América: 2010
- Najlepsza rozgrywająca roku IFFHS: 2012
- Drużyna roku IFFHS: 2018